# Venstre, Partido Liberal da Dinamarca
Venstre, oficialmente Venstre, Partido Liberal da Dinamarca (em dinamarquês: Venstre, Danmarks Liberale Parti), é um partido político dinamarquês de ideologia liberal , conservadora e agrária.
Fundado em 1910 como um movimento político dos agricultores dinamarqueses, é atualmente um partido que defende o liberalismo económico . A partir dos anos 1990, o Venstre afirmou-se como o maior partido político de centro-direita da Dinamarca e, após o início do século XXI, tornou-se o maior partido da Dinamarca ultrapassando o histórico Partido Social Democrata. Entre 2001 e 2011 liderou governos de coligação com o apoio do Partido Popular Conservador mas, após a derrota nas eleições legislativas de 2011, passou a ser o maior partido de oposição. A maior figura deste partido é Anders Fogh Rasmussen, que foi líder do partido entre 1998 e 2009,e, primeiro-ministro da Dinamarca entre 2001 e 2009. O partido integra a Internacional Liberal e a Aliança dos Democratas e Liberais pela Europa.

## Resultados Eleitorais

### Eleições legislativas
| Data    | CI. | Votos     | %            | +/-     | Deputados | +/-     | Status   |
| ------- | --- | --------- | ------------ | ------- | --------- | ------- | -------- |
| 1910    | 1.º | 118 902   | 34,1 / 100,0 |         | 57 / 114  |         | Governo  |
| 1913    | 2.º | 103 917   | 28,6 / 100,0 | 5,5     | 44 / 114  | 13      | Oposição |
| 1918    | 1.º | 269 646   | 29,4 / 100,0 | 0,8     | 45 / 140  | 1       | Oposição |
| 04/1920 | 1.º | 350 563   | 34,2 / 100,0 | 4,8     | 48 / 140  | 3       | Governo  |
| 07/1920 | 1.º | 344 351   | 36,1 / 100,0 | 1,9     | 51 / 140  | 3       | Governo  |
| 09/1920 | 1.º | 411 661   | 34,0 / 100,0 | 2,1     | 51 / 149  | Estável | Governo  |
| 1924    | 2.º | 362 682   | 28,3 / 100,0 | 5,7     | 44 / 149  | 7       | Oposição |
| 1926    | 2.º | 378 137   | 28,3 / 100,0 | Estável | 46 / 149  | 2       | Governo  |
| 1929    | 2.º | 402 121   | 28,3 / 100,0 | Estável | 43 / 149  | 3       | Oposição |
| 1932    | 2.º | 381 862   | 24,7 / 100,0 | 3,6     | 38 / 149  | 5       | Oposição |
| 1935    | 3.º | 292 247   | 17,8 / 100,0 | 6,9     | 28 / 149  | 10      | Oposição |
| 1939    | 2.º | 309 355   | 18,2 / 100,0 | 0,4     | 30 / 149  | 2       | Oposição |
| 1943    | 3.º | 376 850   | 18,7 / 100,0 | 0,5     | 28 / 149  | 2       | Governo  |
| 1945    | 2.º | 479 158   | 23,4 / 100,0 | 4,7     | 38 / 149  | 10      | Governo  |
| 1947    | 2.º | 529 066   | 25,4 / 100,0 | 2,0     | 46 / 150  | 8       | Oposição |
| 1950    | 2.º | 438 188   | 21,3 / 100,0 | 4,1     | 32 / 151  | 14      | Governo  |
| 04/1953 | 2.º | 456 896   | 22,1 / 100,0 | 0,8     | 33 / 151  | 1       | Oposição |
| 09/1953 | 2.º | 499 656   | 23,1 / 100,0 | 1,0     | 42 / 179  | 9       | Oposição |
| 1957    | 2.º | 578 932   | 25,1 / 100,0 | 2,0     | 45 / 179  | 3       | Oposição |
| 1960    | 2.º | 512 041   | 21,1 / 100,0 | 4,0     | 38 / 179  | 7       | Oposição |
| 1964    | 2.º | 547 770   | 20,8 / 100,0 | 0,3     | 38 / 179  | Estável | Oposição |
| 1966    | 2.º | 539 027   | 19,3 / 100,0 | 1,5     | 35 / 179  | 3       | Oposição |
| 1968    | 3.º | 530 167   | 18,6 / 100,0 | 0,7     | 34 / 179  | 1       | Governo  |
| 1971    | 3.º | 450 904   | 15,6 / 100,0 | 3,0     | 30 / 179  | 4       | Oposição |
| 1973    | 3.º | 374 283   | 12,3 / 100,0 | 3,3     | 22 / 179  | 8       | Governo  |
| 1975    | 2.º | 711 298   | 23,3 / 100,0 | 11,0    | 42 / 179  | 20      | Oposição |
| 1977    | 3.º | 371 728   | 12,0 / 100,0 | 11,3    | 21 / 179  | 21      | Governo  |
| 1979    | 2.º | 396 484   | 12,5 / 100,0 | 0,5     | 22 / 179  | 1       | Oposição |
| 1981    | 4.º | 353 280   | 11,3 / 100,0 | 1,2     | 20 / 179  | 2       | Oposição |
| 1984    | 3.º | 405 737   | 12,1 / 100,0 | 0,8     | 22 / 179  | 2       | Governo  |
| 1987    | 4.º | 354 291   | 10,5 / 100,0 | 1,6     | 19 / 179  | 3       | Governo  |
| 1988    | 4.º | 394 190   | 11,8 / 100,0 | 1,3     | 22 / 179  | 3       | Governo  |
| 1990    | 3.º | 511 643   | 15,8 / 100,0 | 4,0     | 29 / 179  | 7       | Governo  |
| 1994    | 2.º | 775 176   | 23,3 / 100,0 | 7,5     | 42 / 179  | 13      | Oposição |
| 1998    | 2.º | 817 894   | 24,0 / 100,0 | 0,7     | 42 / 179  | Estável | Oposição |
| 2001    | 1.º | 1 077 858 | 31,2 / 100,0 | 7,2     | 56 / 179  | 14      | Governo  |
| 2005    | 1.º | 974 636   | 29,0 / 100,0 | 2,2     | 52 / 179  | 4       | Governo  |
| 2007    | 1.º | 908 472   | 26,2 / 100,0 | 2,8     | 46 / 179  | 6       | Governo  |
| 2011    | 1.º | 947 725   | 26,7 / 100,0 | 0,5     | 47 / 179  | 1       | Oposição |
| 2015    | 3.º | 685 188   | 19,5 / 100,0 | 7,2     | 34 / 179  | 13      | Governo  |
| 2019    | 2.º | 825 486   | 23,4 / 100,0 | 3,9     | 43 / 179  | 9       | Oposição |
| 2022    | 2.º | 470 546   | 13,3 / 100,0 | 10,1    | 23 / 179  | 20      | Governo  |

### Eleições europeias
| Data | CI. | Votos   | %            | +/- | Deputados | +/-     |
| ---- | --- | ------- | ------------ | --- | --------- | ------- |
| 1979 | 3.º | 252 767 | 14,5 / 100,0 |     | 3 / 15    |         |
| 1984 | 4.º | 248 397 | 12,4 / 100,0 | 2,1 | 2 / 15    | 1       |
| 1989 | 3.º | 297 565 | 16,6 / 100,0 | 4,2 | 3 / 16    | 1       |
| 1994 | 1.º | 394 362 | 19,0 / 100,0 | 2,4 | 4 / 16    | 1       |
| 1999 | 1.º | 460 834 | 23,4 / 100,0 | 4,4 | 5 / 16    | 1       |
| 2004 | 2.º | 366 735 | 19,4 / 100,0 | 4,0 | 3 / 14    | 2       |
| 2009 | 2.º | 474 041 | 20,2 / 100,0 | 0,8 | 3 / 13    | Estável |
| 2014 | 3.º | 379 840 | 16,7 / 100,0 | 3,5 | 2 / 13    | 1       |
| 2019 | 1.º | 648 203 | 23,5 / 100,0 | 6,8 | 3 / 13    | 1       |
| 2024 | 3.º | 359 556 | 14,7 / 100,0 | 8,8 | 2 / 15    | 1       |